# Elmarie Gerryts
Elmarie Gerryts  (née le 25 août 1972 au Cap) est une athlète sud-africaine, spécialiste du saut à la perche. Elle est la détentrice du record d'Afrique avec 4,42 m.

## Biographie
Titulaire du record d'Afrique à partir de 1995, Elmarie Gerryts le porte à 4,30 m en 1998 à Rheinau-Freistett. En 1999, elle franchit 4,35 m à Bellville, puis 4,36 m à Ingolstadt.
Début 2000 elle ajoute 4 cm à son record en plein air à Port Elizabeth.
Le 12 juin 2000, lors du meeting de Wesel en Allemagne, Elmarie Gerryts établit un nouveau record d'Afrique du saut à la perche en franchissant une barre à 4,42 m.
Elle se classe deuxième des Jeux du Commonwealth de 1998, et deuxième des Jeux africains de 1999.

### Palmarès
| Date | Compétition           | Lieu         | Résultat | Épreuve          | Performance |
| ---- | --------------------- | ------------ | -------- | ---------------- | ----------- |
| 1998 | Jeux du Commonwealth  | Kuala Lumpur | 2e       | Saut à la perche | 4,15 m      |
| 1999 | Championnats du monde | Séville      | 10e      | Saut à la perche | 4,25 m      |
| 1999 | Jeux africains        | Johannesburg | 2e       | Saut à la perche | 3,60 m      |

#### National
- 7 titres : 1995-2001[5].

### Records
| Épreuve          | Performance | Lieu  | Date         |
| ---------------- | ----------- | ----- | ------------ |
| Saut à la perche | 4,42 m      | Wesel | 12 juin 2000 |